# Rava-Ruska
Rava-Ruska (ukrainska: Рава-Руська uttal (fil); ryska: Рава-Русская, Rawa-Russkaja; polska: Rawa Ruska; jiddisch: ראווע, Rave) är en stad i Lviv oblast i västra Ukraina med omkring 8 000 invånare. Rava-Ruska nämns för första gången nämns i ett dokument från år 1455.
Under andra världskriget deporterades tusentals judar från Rava-Ruska till det nazistiska förintelselägret Bełżec.